# Horace E. Hobbs
Horace Eastow Hobbs (* 13. September 1899 in Hampton, New Hampshire; † 7. Juli 1999 in Warwick, Rhode Island) war ein US-amerikanischer Politiker (Demokratische Partei) und von 1961 bis 1966 Bürgermeister von Warwick, Rhode Island.

## Leben
Horace E. Hobbs wurde 1899 als Sohn Oliver Hobbs und dessen Frau Ardenia (geborene Blake) in Hampton, New Hampshire geboren und wuchs auf der dortigen elterlichen Farm auf. Er besuchte die örtlichen Schulen, unter anderem die Hampton Academy and High School an der er 1917 seinen Schulabschluss machte. Während des Ersten Weltkrieges diente er in der United States Army im Rank eines corporal. Er studierte an der University of New Hampshire und der Columbia University. An letzterer erhielt er einen Master. Anschließend arbeitete Hobbs als Lehrer am Rhode Island College, der Brown University und der University of Rhode Island.
1960 trat Hobbs, der seit 1930 in Warwick, Rhode Island lebte, als demokratischer Kandidat bei der Bürgermeisterwahl der Stadt an. Obgleich der bisherige republikanischen Amtsinhaber Raymond E. Stone als Favorit galt, gelang es Hobbs die Wahl mit einem knappen Ergebnis von 15.391 zu 15.216 Stimmen für sich zu entscheiden. In den Jahren 1962 und 1964 erfolgte jeweils seine Wiederwahl. 1966 verzichtete er auf eine erneute Kandidatur um stattdessen bei der Wahl zum Gouverneur von Rhode Island anzutreten. Bei der Gouverneurswahl unterlag er dem republikanischen Amtsinhaber John Chafee mit 63,3 % zu 36,7 % der abgegebenen Stimmen. Hobbs versuchte nun erneut Bürgermeister von Warwick zu werden und kandidierte 1968 als Unabhängiger gegen seinen demokratischen Amtsnachfolger Philip W. Noel. Als Hobbs auch diese Wahl verlor, zog er sich aus der Politik zurück.
Hobbs war Freimaurer und gehörte dem Warwick Lions Club an. Er war verheiratet und hatte zwei Kinder, einen Sohn und eine Tochter. Im Juli 1999 starb er kurz vor seinem 100. Geburtstag im Kent County Memorial Hospital in Warwick, Rhode Island.